# گارستن
گارستن (به آلمانی: Garsten) یک منطقهٔ مسکونی در اتریش است که در ناحیه استیر لند واقع شده‌است. گارستن ۵۳ کیلومتر مربع مساحت دارد ۲۹۸ متر بالاتر از سطح دریا واقع شده‌است.